# Ni Reinas Ni Cenicientas
Ni Reinas Ni Cenicientas fue un programa de televisión semanal que se transmitió por Canal Capital de Bogotá, Colombia, con formato documental, con enfoque de género sobre los derechos humanos de las mujeres. La propuesta, fue una iniciativa de la Red Colombiana de Periodistas con Visión de Género, y produjo 146 programas los cuales eran narrados en primera persona por las protagonistas de cada historia quienes hacían visibles los problemas que las afectaban, sus vidas y avances profesionales o laborales y de acuerdo a cada tema especialistas analizaban los hechos desde una mirada académica o gubernamental.

## Argumento
La iniciativa presentada por la Red Colombiana de Periodistas con Visión de Género al Canal Capital, consistió en la iniciativa de un programa donde se diera voz a las mujeres en toda su diversidad para que dieran a conocer sus logros, sus apuestas, discriminaciones e incumplimientos de los compromisos del Estado y del gobierno.
Los capítulos eran narrados en primera persona por las protagonistas de cada historia. El programa se convirtió en un programa pionero por tener una narración con visión de género, y por posicionar a las mujeres como sujetas de derechos y representarlas bajo lógicas activas e independientes.
Los capítulos incluyeron 'conversatorios' y entrevistas donde las historias de las mujeres que fueron víctimas de algún tipo de violencia: golpes, gritos, ataques con ácido, abuso y acoso sexual, violencia psicológica, económica o patrimonial, daban cuenta del testimonio sobre las agresiones que recibieron.

## Ficha técnica
Dirección: Fabiola Calvo Ocampo
Realización: Julieta Penagos Peña, Anyi Cárdenas Forero
Producción: Grace Monserrat Torrente, Liza María Rojas